# Blessed by a Broken Heart
Blessed by a Broken Heart — канадская рок-группа из Монреаля, воссоединившаяся в 2023 году спустя десять лет после распада.

## История группы

### All is Fair in Love and War
Группа была сформирована Тайлером Хоаром в 2003 году. Её первоначальный состав включал вокалиста Хью Шаррона, басиста Джоэла Суви́, соло- и ритм-гитаристов Робби Харта и самого Тайлера, барабанщика Фрэнка Шуфлара и клавишника Саймона Фокса. В таком составе они записывают свой первый альбом в 2004 году All is Fair in Love and War на лейбле Blood & Ink Records.
В 2005 году начинаются первые изменения состава группы: Джоэл и Хью покидают её, Хоар занимает место басиста, на вокал приходит Мэтт Кирк, и к группе присоединяется шред-гитарист с одноимённым псевдонимом «Шред» — Шон Майер из Лонг-Айленда, Нью-Йорк. Уже в следующем году они отправляются в хедлайнерский тур по Соединённому Королевству с аншлагом вместе с Enter Shikari. В 2006 году группу снова покидает вокалист, место Мэтта занимает Джон Клин, но тоже уходит уже через год.

### Pedal to the Metal
В какой-то момент группа остаётся без ведущего вокалиста, но всё равно удачно подписывает контракт с Centry Media Records. В январе 2007 после прослушивания основным вокалом становится голос Тони Гамбино, который теперь был вынужден на время переехать в Монреаль. С продюсером Гартом Ричардсоном и инженером Беном Капланом всего за месяц записывается второй студийный альбом группы Pedal to the Metal на ферме в Ванкувере. Остаток года группа проводит в гастролях по США с The Devil Wears Prada, A Day to Remember и Mychildren Mybride, а потом присоединяется к Kittie, It Dies Today, Silent Civilian и Bring Me the Horizon для ещё одного тура по США.
В середине января 2008 года BBABH возвращаются в Европу, снова гастролируя с Bring Me the Horizon, а также Maroon и Architects. Этот тур они завершают серией концертов в качестве хедлайнеров в Великобритании с Azriel и Dividing the Line. В конце тура первоначальные участники группы Робби и Саймон по неизвестным причинам были выгнаны, а на их место в середине 2008 года приходят Джоэл «Кейси» Джонс и Ян «Слейтер» Эванс соответственно, принимая участие в первом ежегодном туре Scream the Prayer Tour со Sleeping Giant, Impending Doom и War of Ages.
18 августа 2008 года в Европе и 2 сентября 2008 в США на лейбле Centry Media наконец выходит второй полноформатный альбом Pedal to the Metal, тем самым приближая группу к таким стилям как глэм-метал и металкор. Планируется хедлайн-тур по Европе и Великобритании на ноябрь и декабрь 2008 года с I Am Ghost и Devil’s Gift на разогреве. Но по окончании этих туров барабанщик Фрэнк Шуфлар, писавший также и текста для треков, покидает группу, чтобы продолжить развитие своей карьеры как продюсера и автора песен. Его место за барабанами занял Слейтер, а новым клавишником стал Бен Шауланд, бывший участник Srill Romains, присоединившийся под псевдонимом «Рекс Крюгер».
В 2009 году Blessed by a Broken Heart объявляют о прекращении своих отношений с лейблом Centry Media Records, жалуясь в интервью на ужасный опыт записи альбома. Позже лейбл станет балластом для группы.

### Feel the Power
В середине 2010 года группа снова принимает участие в Scream the Prayer, на этот раз с Maylene и Sons of Disaster, For Today, A Plea for Purging, The Color Morale и несколькими другими. Однако BBABH пришлось прервать тур из-за проблем с автобусом и смерти бабушки Тайлера. Они играют своё последнее шоу в туре на христианском рок-фестивале HeavenFest, после чего клавишник Бен «Рекс Крюгер» Шауланд покидает группу. Кейси остаётся дома, чтобы присутствовать при рождении своего первенца, и во время европейского турне группы на ритм-гитаре играетСэм Райдер, в то время ещё участник The Morning After, и уже в следующем году становится полноценным участником Blessed.
24 июня 2011 года Tooth & Nail Records выпускают видео, официально приветствующее Blessed by a Broken Heart в списке лейбла, в котором группа объявляет, что они записывают новый альбом. 30 сентября они анонсируют, что песня под названием «Deathwish» будет выпущена 17 октября 2011 года и станет первым синглом из нового альбома Feel the Power, который планировался к выпуску 24 января 2012 года. Второй сингл, «Forever», был выпущен 6 декабря 2011 года, а премьера клипа состоялась 17 января 2012 года.
Альбом был успешно выпущен и впервые попал в такие музыкальные топы как Top Heatseekers и Top Christian Albums, заняв 19 и 28 позиции соответственно.

### Распад группы
В том же 2012 году Тони сообщает о своём уходе из группы из-за желания уделять больше времени своей семье, объявляя Райдера новым ведущим вокалистом, его голос появляется в сингле «Out of Control», выпущенном в день ухода Тони, 24 июля.
7 сентября 2013 года Шон заявляет, что группа распадается из-за судебных разбирательств со звукозаписывающими компаниями и отсутствия поддержки со стороны агентств по бронированию билетов. В сообщении также говорилось, что Сэм станет новым фронтменом Close Your Eyes, а Майер продолжит работу над своим проектом Shred Starz. CYE также распались годом позднее, сейчас Сэм ушёл в сольную карьеру с проектом Sam Ryder.
31 октября 2014 года Тони Гамбино, Тайлер Хоар, «Шред» Шон, «Кейси» Джонс и Ян «Слейтер» воссоединяются для прощального концерта.

### Воссоединение
24 июня 2017 в старом составе группа выступает на Montrebello Rockfest, а в 2020 году выпускает перезапись трека «Another Day Another War» из первого альбома.
С октября по ноябрь 2022 года на страницах Instagram и Facebook публиковались интригующие посты с намёком на долгожданное полномасштабное воссоединение. 23 декабря 2022 появилось официальное заявление о выступлении на фестивале Furnace Fest 2023, и уже 29 декабря группа выложила первый тизер предстоящего сингла, заявляя о возвращении. Полный состав до сих пор не разглашается, но известно, что Тони Гамбино вернулся на вокал, а Тайлер Хоар и «Шред» Шон всё так же занимают места басиста и соло-гитариста соответственно.

3 февраля в соцсетях появился пост следующего содержания:  
Как вы относитесь к группам, которые нагло обдирают звучание и атмосферу других групп? Думаю, вам ВСЕМ нужно отметить в своих календарях 3 марта....  
3 марта состоялся релиз сингла «SHOTS FIRED».
25 июня группа выступила впервые за 6 лет. Выступление прошло на фестивале SoWhat?!. Двумя днями позднее вышел кавер на песню «Days Of Thunder» группы The Midnight.

## Отношение к религии
Группу неоднократно ставили в ряд с другим христианским роком из-за выступлений на христианских фестивалях и записи на христианском лейбле. Сами же участники отрицали свою принадлежность к этому жанру. По словам Тони Гамбино:
Мы изо всех сил старались не рекламировать себя как христианскую группу, просто потому что это ограничит количество людей, до которых вы доносите свою музыку. Мы хотим, чтобы нас слушали все: христиане, буддисты, сатанисты, все, кто любит музыку. У нас есть хорошее послание, и оно предназначено для всех. Мы просто доносим это послание с помощью рок-музыки!
Однако некоторые из участников, включая Тони, действительно являются христианами.

## Инциденты

### Инцидент в Глазго[18]
Во время исполнения группой песни «Mic Skillz 2», под которую обычно всех фанатов приглашали на сцену, в 2008 году на выступлении в Глазго один из охранников схватил за шею девушку, собиравшуюся перепрыгнуть через ограждение, и кинул на пол. Тайлер, который в этой песне выступал в роли второго вокалиста, заступился за фанатку и ударил охранника по лицу зажатым в кулаке микрофоном, разбив нос.
Толпа была в восторге, но сразу после выступления под место проведения приехала полиция, и Хоара забрали в изолятор. На свободу он вышел только спустя две недели. За это время поклонники успели распространить слоган «Free Tyler» и приходили на каждое шоу в футболках с этой надписью.

### Госпитализация вокалиста[19]
Прямо во время тура «Terminatour» в феврале 2009 года вокалист и фронтмен группы Тони Гамбино был госпитализирован в отделение неотложной помощи с подозрением на менингит. К счастью, симптомы, похожие на менингит, были вызваны антибиотиками, которые принимал Тони, и он был выписан на следующий день. Но и к глубокому сожалению, на тот момент ни у Гамбино, ни у его жены не было медицинской страховки, и из-за высокой стоимости медицины в США на их семье остался большой долг, который помогли покрыть неравнодушные фанаты группы.

### Обвинение в расизме[20]
Дэйв Мастейн, лидер с группы Megadeth, 21 октября 2009 года, после совместного выступления с BBABH на японском фестивале Loud Park, опубликовал пост на форуме со следующим содержанием:
Блондин из группы Blessed by a Broken Heart [Тайлер Хоар] был близок к тому, чтобы ему надрали зад за расистские высказывания в адрес моего техника Вилли Ги. Я рад, что не слышал этого, иначе у меня была бы новая история об избиениях.
Все участники извинились за такую неудобную ситуацию, утверждая, что Вилли был крутым во время саундчека, и подтверждая, что чувство юмора Тайлера может выходить за рамки.
Хоар принёс извинения в письме, разъяснив ситуацию:
Привет всем, меня зовут Тайлер Хоар — я «блондин» из Blessed by a Broken Heart.
Весь этот инцидент очень сильно повлиял на меня, потому что, честно говоря, у меня нет ни одной расистской косточки в теле. Я знаю, что люди всегда так говорят, но те, кто меня знает, понимают, что это чистая правда.
Поверьте, если вы поговорите с кем-нибудь, кто знает меня лично, то обвинение в расизме будет последним, что кому-то придёт в голову. Глупость? Может быть. Странное чувство юмора? Может быть, но точно не расизм...
Чтобы вы немного поняли, кто я вообще такой: у меня есть умственно отсталый приёмный брат, темнокожий, которого я люблю всем сердцем. Моя бывшая девушка, с которой я встречался три года, — темнокожая. Я тату-мастер, и мои клиенты — представители всех рас.
Для Вилли: Мне очень жаль, что я заставил тебя чувствовать себя неловко, это не было моим намерением вообще. Если бы мы были знакомы раньше, ты бы знал, что я много шучу и говорю глупости, но расистом не являюсь. Наверное, я перешёл границы, потому что я не знал тебя так хорошо, но это только потому, что я чувствовал себя очень комфортно, общаясь с тобой.
Для тех из вас, кому этой информации достаточно, пожалуйста, знайте, что я прошу прощения у Вилли, который был для меня просто супер-крутым, и у всех остальных членов команды, которые могли быть оскорблены.
Надеюсь, это поможет прояснить ситуацию.
Для тех из вас, кто хочет узнать, как одно привело к другому, подробности ниже.
Когда мы приехали на место и начали подготовку, Megadeth проводили саундчек на той же сцене, где играли мы. Я заметил, что их гитарный техник был темнокожим, и подумал, что это здорово, потому что мы нечасто встречаем темнокожих парней на метал-сцене. Я подошёл, пожал руку Вилли и немного поболтал. Позже мы разговорились, и я вспомнил эпизод из «Южного парка», где Картман пытается создать группу. Вилли был знаком с ней, мы вместе посмеялись, и я сказал: «Ты должен быть басистом». Я высмеивал этот стереотип, который также был использован в «Южном парке». Я ни в коем случае не считаю, что темнокожие люди не умеют играть на гитаре - это просто безумие, конечно!
Мы продолжали болтать ещё минут 5-10, и у меня не было ощущения, что я обидел его, иначе я бы прямо сказал: «Извини, чувак». Я просто пошутил, посмеялся над людьми, у которых есть такие стереотипы.

Мне жаль, что это было неправильно истолковано или подслушано людьми, которые не поняли контекст нашего разговора или тот факт, что я иногда, действительно, немного «тупой».
Обе стороны конфликта пришли к пониманию и разошлись мирным путём.

## Участники

### Состав
- Тони Гамбино — вокал (2007—2012, 2014, 2017, 2023— н.в.)
- Тайлер Хоар — бас-гитара, бэк-вокал (2005—2013, 2014, 2017, 2023— н.в.); ритм-гитара (2003—2005)
- «Шред» Шон Майер — соло-гитара (2005—2013, 2014, 2017, 2023— н.в.)
- Брендон Миллер — ритм-гитара, бэк-вокал (2023— н.в.)
- Джаред Баез — ударные (2023— н.в.)

### Бывшие участники
- Хью Шаррон — вокал (2003—2005)
- Джоэл Суви́ — бас-гитара (2003—2005)
- Робби Харт — соло-гитара (2003—2005); ритм-гитара (2005—2008); бэк-вокал (2003—2008)
- Саймон Фокс — клавишные (2003—2008)
- Фрэнк «Птица» Шуфлар — ударные (2003—2008)
- Мэтт Кирк — вокал (2005—2006)
- Джон Клин — вокал (2006—2007)
- Ян «Слейтер» Эванс — ударные, бэк-вокал (2009—2013, 2014, 2017); клавишные (2008—2009, 2010—2013, 2014)
- Джоэл «Кейси» Джонс — ритм-гитара, бэк-вокал (2008—2010, 2014, 2017)
- Бен «Рекс Крюгер» Шауланд — клавишные (2009—2010)
- Сэм Райдер — ритм-гитара (2010—2013); бэк-вокал (2010—2012); вокал (2012—2013)

## Дискография
| Год  | Альбом                      | Лейбл                 | Треклист                             |
| ---- | --------------------------- | --------------------- | ------------------------------------ |
| 2004 | All is Fair in Love and War | Blood & Ink Records   | 1. Action                            |
| 2004 | All is Fair in Love and War | Blood & Ink Records   | 2. Another Day, Another War          |
| 2004 | All is Fair in Love and War | Blood & Ink Records   | 3. That Knife Ain’t for Butter       |
| 2004 | All is Fair in Love and War | Blood & Ink Records   | 4. The Devil is the Don              |
| 2004 | All is Fair in Love and War | Blood & Ink Records   | 5. Sawing My Head Off                |
| 2004 | All is Fair in Love and War | Blood & Ink Records   | 6. Mic Skillz                        |
| 2004 | All is Fair in Love and War | Blood & Ink Records   | 7. Somekind of Wonderful             |
| 2004 | All is Fair in Love and War | Blood & Ink Records   | 8. OMG!                              |
| 2004 | All is Fair in Love and War | Blood & Ink Records   | 9. Courting Mary 1                   |
| 2004 | All is Fair in Love and War | Blood & Ink Records   | 10. Couting Mary 2 (Безымянный трек) |
| 2007 | Pedal to the Metal          | Century Media Records | 1. Intro                             |
| 2007 | Pedal to the Metal          | Century Media Records | 2. She Wolf                          |
| 2007 | Pedal to the Metal          | Century Media Records | 3. Show Me What You Got              |
| 2007 | Pedal to the Metal          | Century Media Records | 4. Move Your Body                    |
| 2007 | Pedal to the Metal          | Century Media Records | 5. She Is Dangerous                  |
| 2007 | Pedal to the Metal          | Century Media Records | 6. To Be Young                       |
| 2007 | Pedal to the Metal          | Century Media Records | 7. Doin' It                          |
| 2007 | Pedal to the Metal          | Century Media Records | 8. Blood On Your Hands               |
| 2007 | Pedal to the Metal          | Century Media Records | 9. Don’t Stop                        |
| 2007 | Pedal to the Metal          | Century Media Records | 10. Carry On                         |
| 2007 | Pedal to the Metal          | Century Media Records | 11. Ride Into the Night              |
| 2007 | Pedal to the Metal          | Century Media Records | Бонусные треки для Японии            |
| 2007 | Pedal to the Metal          | Century Media Records | 12. Side by Side                     |
| 2007 | Pedal to the Metal          | Century Media Records | 13. License to Sin                   |
| 2012 | Feel the Power              | Tooth & Nail Records  | 1. Deathwish                         |
| 2012 | Feel the Power              | Tooth & Nail Records  | 2. Shup up and Rock                  |
| 2012 | Feel the Power              | Tooth & Nail Records  | 3. Love Nightmare                    |
| 2012 | Feel the Power              | Tooth & Nail Records  | 4. Forever                           |
| 2012 | Feel the Power              | Tooth & Nail Records  | 5. Thunder Dome                      |
| 2012 | Feel the Power              | Tooth & Nail Records  | 6. Holdin' Back for Nothin'          |
| 2012 | Feel the Power              | Tooth & Nail Records  | 7. I’ve Got You                      |
| 2012 | Feel the Power              | Tooth & Nail Records  | 8. Rockin' All Night                 |
| 2012 | Feel the Power              | Tooth & Nail Records  | 9. Scream Like You Mean It           |
| 2012 | Feel the Power              | Tooth & Nail Records  | 10. Skate or Die                     |
| 2012 | Feel the Power              | Tooth & Nail Records  | 11. Innocent Blood                   |
| 2012 | Feel the Power              | Tooth & Nail Records  | 15. Sleepless Nights                 |
| 2012 | Feel the Power              | Tooth & Nail Records  | Бонусные треки для Японии            |
| 2012 | Feel the Power              | Tooth & Nail Records  | 12. Champion                         |
| 2012 | Feel the Power              | Tooth & Nail Records  | 13. Shred The Dead                   |
| 2012 | Feel the Power              | Tooth & Nail Records  | 14. Unleash The Fury                 |

| Год  | Сингл                   | Лейбл                     |
| ---- | ----------------------- | ------------------------- |
| 2007 | Mic Skillz 2            | Century Media Records     |
| 2012 | Out of Control          | Tooth & Nail Records      |
| 2020 | Another Day Another War | Gambino Family Records    |
| 2023 | SHOTS FIRED             | Blessed By A Broken Heart |